# Théodore Géricault
Théodore Géricault (født 26. september 1791 i Rouen, død 26. januar 1824 i Paris) var en betydningsfuld fransk maler, især kendt for Medusas flåde. Han var en af pionererne fra romantikken.
Géricault blev uddannet af Carle Vernet og i klassisk figurkomposition af Pierre-Narcisse Guérin, en streng klassicist, som ikke brød sig om sin elevs impulsive temperament, men anerkendte hans talent.
Géricault forlod snart klasseværelset og valgte at studere i Louvre, hvor han kopierede malerier af Peter Paul Rubens, Tizian, Diego Velázquez og Rembrandt fra 1810 til 1815.
| - Selvportrætter - 150-året for Géricaults død Udstedt 18. jan. 1974 - Løvestudie og selvportræt (ukendt år) - (ukendt år) - (ukendt år) |

| - 'Kendte værker' fra infoboksen - Medusas flåde (sv), 1818-19 - Portræt af en kleptoman, 1820 - Epsom Derby 1821, Louvre. |

| - Hestebilleder - Lansener, tidlig 1810'ere Lancier du 1er régiment de chevau-légers-lanciers de la Garde, dits polonais - Kavalleriofficeren (sv), 1812 Officier de chasseurs à cheval de la garde impériale chargeant - Sårede soldater trækker sig tilbage fra Rusland, o. 1814 Soldats blessés retraite de Russie - Trompeter til hest, 1813-14 Trompette à cheval de la Garde Impériale de Napoléon, National Gallery of Art. - Såret soldat iført kyrassér forlader slagmarken, 1814 Cuirassier blessé quittant le feu(fr) - Hoved af hvid hest, 1815 Tete de cheval blanc - Napoleon på slagmarken, 1812-16 Napoléon sur le champ de bataille (eller) Napoléon donnant un ordre à un officier supérieur des Guides - Hestevæddeløb uden ryttere i Rom, 1817 Les Coureurs sans Cavalier à Rome |

| - Tilbagetoget fra Rusland, ca. 1818 Retour de Russie ou La Retraite de Russie - Rytter i damesadel, 1820-24 - Hest angribes af en løve, 1821 Cheval attaqué par un lion (Efter maleri af George Stubbs) - Grå-hvid araberhest, før 1824 Cheval arabe gris-blanc |